# Плачкі (Лодзинське воєводство)
Плачкі (пол. Płaczki) — село в Польщі, у гміні Нова Бжезниця Паєнчанського повіту Лодзинського воєводства.
У 1975-1998 роках село належало до Ченстоховського воєводства.